# 陈川平
陈川平（1962年2月—），男，汉族，山西平陆人，中华人民共和国政治人物。沈阳冶金机械专科学校（现并入沈阳大学）机械系铸造专业毕业，西安交通大学理学院应用数学专业在职研究生，理学硕士学位，高级工程师。中国共产党第十七届、第十八届中央候补委员。

## 生平

### 仕途
1985年3月加入中国共产党。历任太原钢铁公司副厂长、厂长，太原钢铁（集团）公司处长、副总经理，太原钢铁（集团）有限公司副总经理、常务副总经理、董事、总经理、董事长等职。
2008年1月22日，当选山西省人民政府副省长。2010年9月29日，出任中共山西省委常委，并兼任中共太原市委书记。

### 落马
2014年8月23日，中共中央纪委、监察部网站宣布，陈川平涉嫌严重违纪违法，目前正接受组织调查。陈川平被视为令计划的主要亲信之一。
2015年2月17日，中纪委通报，陈川平违反廉洁自律规定，本人及亲属收受他人财物、利用职务上的便利为亲友的经营活动谋取利益、利用职务上的便利，在干部选拔任用中为他人谋取利益，收受贿赂、滥用职权，造成国有资产重大损失，其中受贿和滥用职权问题涉嫌犯罪。根据《中国共产党纪律处分条例》和参照《行政机关公务员处分条例》有关规定，经中央纪委常委会议研究并报中共中央政治局会议审议，决定给予陈川平开除党籍、开除公职处分；收缴其违纪所得；将其涉嫌犯罪问题、线索及所涉款物移送司法机关依法处理。给予其开除党籍处分待召开中央委员会全体会议时予以追认。
2016年9月27日，陈川平受贿、国有公司人员滥用职权一案在江苏省徐州市中级人民法院一审开庭，他被控受贿91万元，“在担任太原钢铁（集团）有限公司兼太原钢铁（集团）国际经济贸易有限公司董事长期间，违规擅自决定并直接指挥子公司太钢进出口（香港）有限公司在境外进行大量期货交易，造成国有资产损失折合人民币9.07亿元”。
2016年12月20日，徐州市中级人民法院公开宣判，对被告人陈川平以受贿罪、国有公司人员滥用职权罪，判处有期徒刑六年六个月，并处罚金人民币三十万元。对陈川平受贿所得财物及其孳息予以追缴，上缴国库。